# Katolička Dalmacija
Katolička Dalmacija je bio hrvatski katolički polutjednik iz Zadra. 
Izlazile su od 1880. godine. Izlazile su do 26. rujna 1898. godine. 
Pohrvaćeno su izdanje lista koji je prije izlazio pod imenom La Dalmazia cattolica. Pohrvaćen je zaslugom don Ive Prodana, koji je bio urednikom lista.